# Gare de Boves
Gare de Boves vasútállomás Franciaországban, Boves településen.

## Vasútvonalak
Az állomást az alábbi vasútvonalak érintik:
- Párizs-Lille-vasútvonal

## Kapcsolódó állomások
A vasútállomáshoz az alábbi állomások vannak a legközelebb:
- Gare de Longueau
- Gare de Dommartin - Remiencourt
- Gare de Thézy-Glimont